# Colonna serpentina

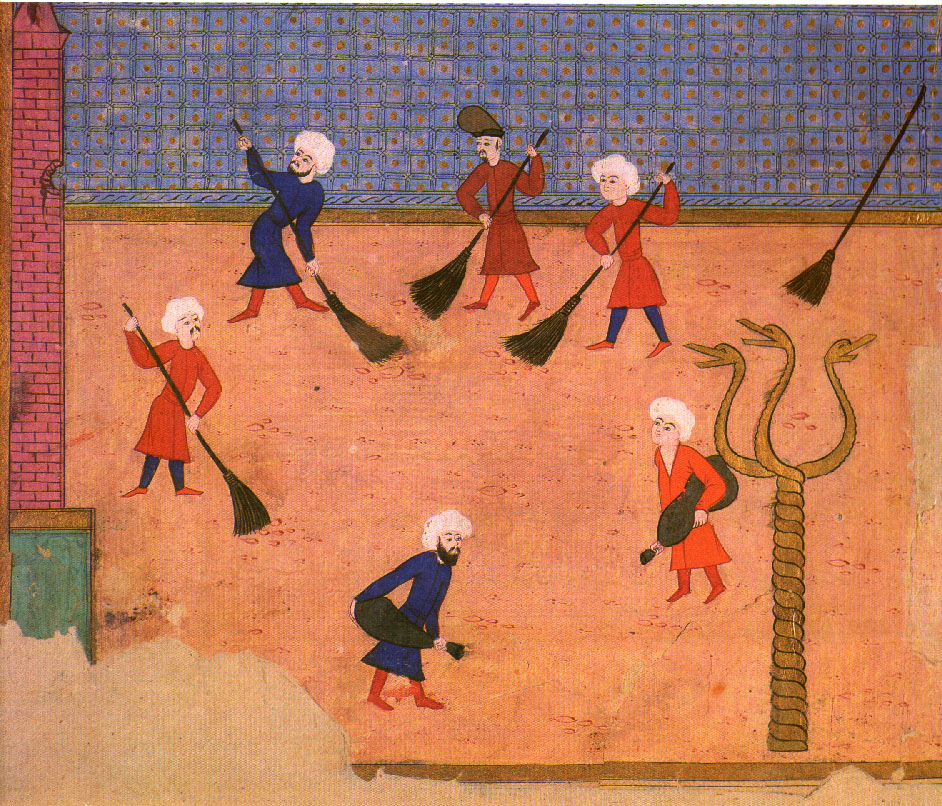
La colonna serpentina ancora integra in una miniatura ottomana del 1582

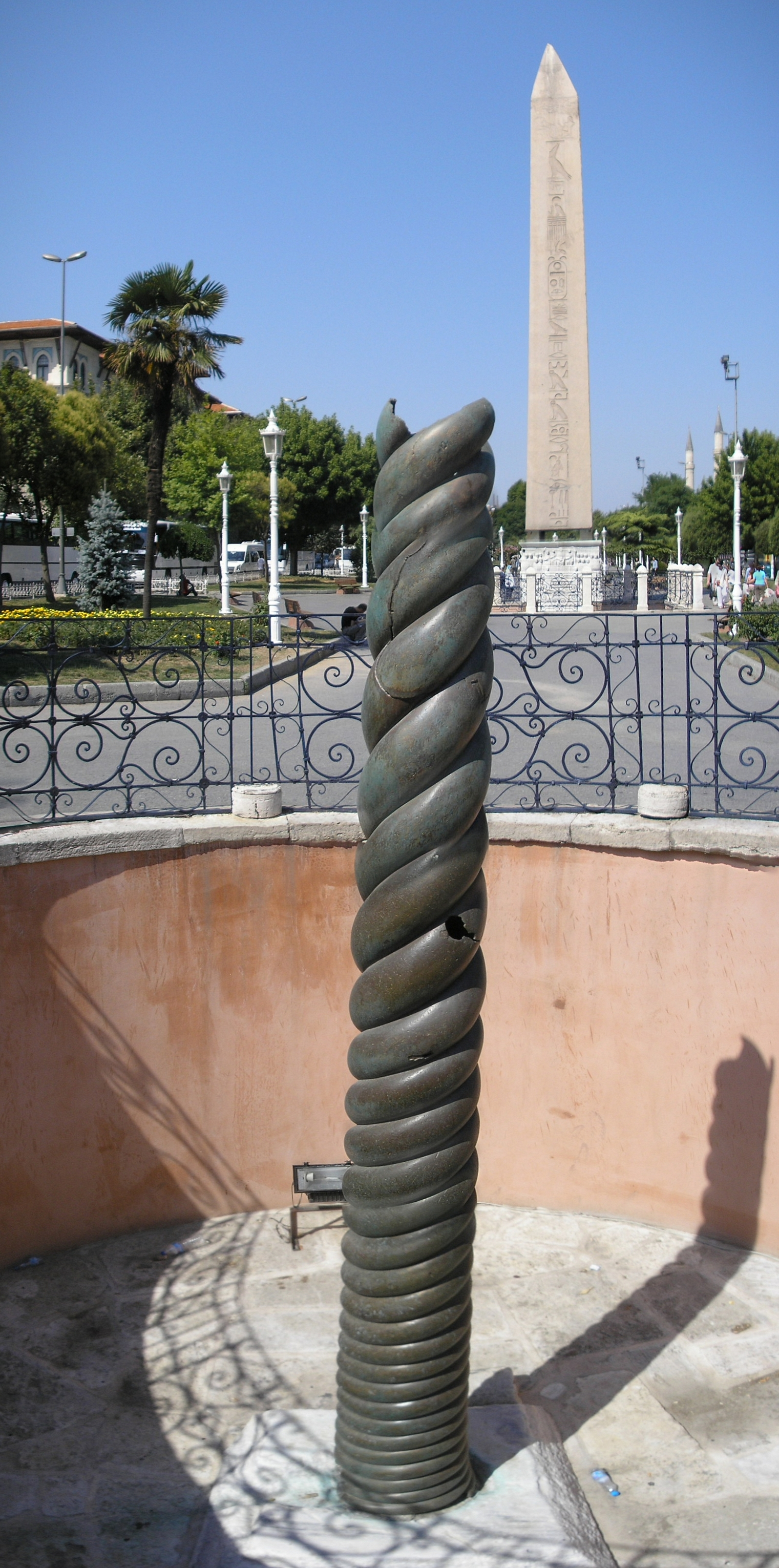
La colonna serpentina oggi

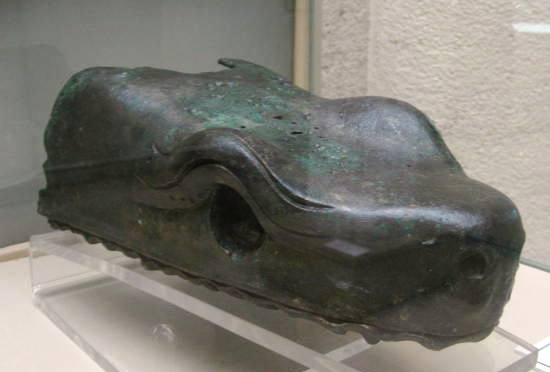
La testa serpentina superstite, al Museo di Istanbul

La Colonna serpentina (in greco Τρικάρηνος Όφις?, in turco Yılanlı Sütun), conosciuta anche come Tripode di Delfi o Tripode di Platea, è un'antica colonna di bronzo, alta circa 8 metri, collocata nell'Ippodromo di Costantinopoli, oggi Istanbul. L'impianto era noto nel periodo ottomano come Atmeydani, "la piazza dei cavalli".
La colonna è quanto rimane di un antico tripode sacrificale greco, originariamente collocato a Delfi e trasferito a Costantinopoli da Costantino nel 324, costruito per commemorare la vittoria dei Greci sull'Impero persiano nella battaglia di Platea (479 a.C.). La colonna rimase integra, con le tre teste di serpenti, fino alla fine del XVII secolo; delle tre teste due sono scomparse e un frammento dell'unica oggi nota è esposto al Museo archeologico di Istanbul.

## Storia

### La colonna nell'antichità
La colonna serpentina ha una delle storie letterarie più lunghe, tra gli oggetti provenienti dall'antichità greco-romana: la sua provenienza è indubbia, come è indubbio il fatto che ha compiuto 2500 anni nel 2022. Insieme al tripode e al piatto dell'offerta (entrambi andati perduti da molto tempo) la colonna costituiva un memoriale sacrificale dedicato ad Apollo Delfico.
L'offerta fu presentata nella primavera del 478 a.C., alcuni mesi dopo la sconfitta dell'esercito persiano nella battaglia di Platea, ottenuta l'anno prima dalle città-stato greche contro i Persiani che avevano invaso la Grecia continentale. Dopo la battaglia di Platea - l'ultima delle guerre persiane - i Greci costruirono una colonna di bronzo costituita da tre serpenti interlacciati (in greco: Τρικάρηνος Όφις, il serpente a tre teste), i cui corpi formavano la colonna, per commemorare le 31 città-stato greche che avevano partecipato alla battaglia. Secondo Erodoto, la colonna venne fusa nel bronzo delle armi persiane. Dalle spoglie persiane fu ricavato anche un tripode aureo e l'intero memoriale fu dedicato ad Apollo e posto presso il suo altare a Delfi, su una base di pietra.
(Erodoto, Storie, IX, 81)

Tra gli scrittori antichi che hanno citato la Colonna si contano Erodoto, Tucidide, Demostene, Diodoro Siculo, Pausania, Cornelio Nepote e Plutarco. Lo spostamento della colonna alla nuova capitale Costantinopoli per ordine dell'imperatore Costantino è descritto da Edward Gibbon, che cita la testimonianza degli storici bizantini Zosimo, Eusebio di Cesarea, Socrate Scolastico e Sozomeno. La colonna fu posta come decorazione in mezzo all'ippodromo. 

### La colonna nei secoli successivi
La colonna serpentina rimase al suo posto anche in seguito alla conquista ottomana di Costantinopoli del 1453 che vide la fine dell'Impero Bizantino e l'inizio della dominazione ottomana. È possibile vedere la colonna ancora integra in molte miniature di epoca ottomana. 
Verso la fine del XVII secolo, tutte e tre le teste di serpente della colonna caddero o vennero distrutte. Lo storico ottomano Silahdar Findiklili Mehmed Aga riporta nella sua opera Nusretname ("Il Libro delle Vittorie") che le tre teste sarebbero cadute la notte del 20 ottobre del 1700. Solo una di esse fu conservata ed è esposta al museo archeologico di Istanbul. 
Nel 2015 una copia in bronzo della colonna serpentina è stata eretta nella sua collocazione originale nel sito archeologico di Delfi.